# Stefan P. Müller

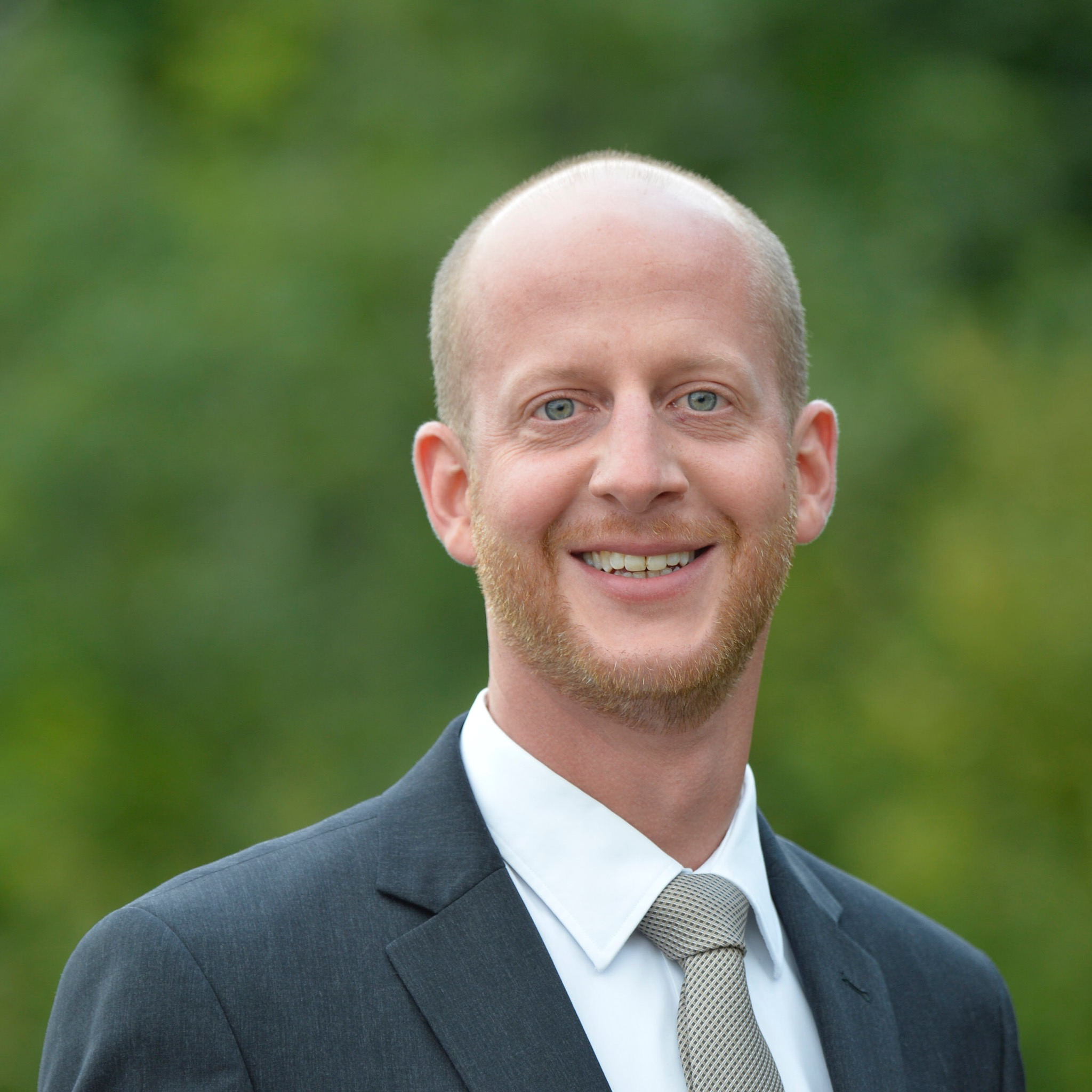
Stefan P. Müller (2017)

Stefan P. Müller (* 1. Juli 1978 in Olten; heimatberechtigt in Luzern) ist ein Schweizer Banker, Politiker (SVP), Nidwaldner Alt-Landrat und Gemeinderat von Emmetten.

## Leben und Politik
Müller war jahrelang als Kundenberater in einer Grossbank in Luzern tätig. Seit 2024 arbeitet er als Bankdirektor bei der LGT Bank AG in Vaduz. Er wohnt in Emmetten und hat drei Kinder.
Seine erste politische Tätigkeit übernahm Müller als Mitglied der Finanzkommission der Gemeinde Emmetten. Diese Aufgabe legte er nieder, als er im Mai 2016 in den Gemeinderat von Emmetten gewählt wurde. Im folgenden Jahr übernahm er auch das Präsidium der SVP-Ortspartei, welches er im November 2022 seinem Nachfolger übergab. Er bleibt dem Vorstand als Beisitzer erhalten.
Ab Juni 2018 vertrat er die SVP im Nidwaldner Landrat. Nach 6 Jahren legte er das Amt nieder.